# Mavrovica
Mavrovica är ett vattendrag i Nordmakedonien. Det ligger i den centrala delen av landet, 40 kilometer öster om huvudstaden Skopje.
Trakten runt Mavrovica består till största delen av jordbruksmark. Runt Mavrovica är det ganska glesbefolkat, med 38 invånare per kvadratkilometer.